# Stazione di Motosumiyoshi
La stazione di Motosumiyoshi (元住吉駅?, Motosumiyoshi-eki) è una stazione ferroviaria di Kawasaki, nella prefettura di Kanagawa che si trova nel quartiere di Nakahara-ku ed è servita dalle linee ● Tōyoko, ● e Meguro  della Tōkyū Corporation.

## Storia
La stazione di Motosumiyoshi fu aperta assieme alla linea Tōyoko il 14 febbraio 1926. In seguito fu ricostruita in sotterraneo nel 1963 per poi essere nuovamente realizzata come stazione su viadotto nel 2006.

## Linee
Tōkyū Corporation
● Linea Tōkyū Tōyoko
● Linea Tōkyū Meguro

## Struttura
La stazione è costituita da sei binari passanti in viadotto, con i quattro più esterni usati per la linea Tōyoko (i due più esterni di essi sono solo per i treni in transito), e i due interni per la linea Meguro. Sono presenti due marciapiedi a isola.
| 1 | ● Linea Tōyoko |  | Solo transito |
| 2 | ● Linea Tōyoko |  | per Hiyoshi, Yokohama e, via linea Minatomirai, Motomachi-Chūkagai                                                                                        |
| 3 | ● Linea Meguro |  | per Hiyoshi |
| 4 | ● Linea Meguro |  | per Musashi-Kosugi, Ōokayama e, via linea Namboku, Akabane-Iwabuchi, via ferrovia Rapida di Saitama, Urawa-Misono e, via linea Mita, Nishi-Takashimadaira |
| 5 | ● Linea Tōyoko |  | per Musashi-Kosugi, Shibuya e, via linea Fukutoshin, Ikebukuro, via linea Seibu Ikebukuro, Tokorozawa e, via linea Tōbu Tōjō, Kawagoeshi                  |
| 6 | ● Linea Tōyoko |  | Solo transito |

## Stazioni adiacenti
| «                                 | Servizio           | »                  |
| Linea Tōkyū Tōyoko                | Linea Tōkyū Tōyoko | Linea Tōkyū Tōyoko |
| --------------------------------- | ------------------ | ------------------ |
| Tamagawa                          | Locale             | Motosumiyoshi      |
| Tutti gli altri treni non fermano |                    |                    |
| Linea Tōkyū Meguro                |                    |                    |
| Tamagawa                          | Locale             | Musashi-Kosugi     |
| Tutti gli altri treni non fermano |                    |                    |